# Königsbronn
Königsbronn település Németországban, azon belül Baden-Württembergben. Lakosainak száma 7051 fő (2023. december 31.).

## Népesség
A település népessége az elmúlt években az alábbi módon változott:
| Lakosok száma | 5924 | 6365 | 6849 | 6979 | 7291 | 7740 | 7468 | 7411 | 7017 | 7051 |
|               | 1961 | 1967 | 1974 | 1980 | 1987 | 1993 | 2000 | 2006 | 2013 | 2023 |